# Phyllonorycter takagii
Phyllonorycter takagii là một loài bướm đêm thuộc họ Gracillariidae. Nó được tìm thấy ở Nhật Bản (Honshū) và vùng Viễn Đông Nga.
Sải cánh dài 5.5–6 mm.
Ấu trùng ăn Alnus japonica. Chúng ăn lá nơi chúng làm tổ.